# Подорож до Паленке
Подорож до Паленке — студійний альбом українського гурту «Табула Раса», виданий у 1993 році.

## Композиції
1. Фауна флор
2. Молитва
3. Путешествие в Паленке
4. Дим тютюну
5. Рок-н-рол АУ
6. Б-52
7. Говорит Алтай
8. Лилит
9. Аки-аку

## Над альбомом працювали
Табула Раса
- Олег Лапоногов — гітара, вокал
- Сергій Гримальський — клавішні
- Олександр Іванов — лідер-гітара
- Ігор Давидянц — бас-гітара
- Едуард Коссе — ударні, вокал

Технічна інформація
- Запис альбому — студія ДЗЗ, 1992-93
- Звукорежисер — Олег Ступка
- Графіка на титулі — Валерій Євтушенко
- Дизайн — ЭМПЛОТ